# Opinio
Opinio was een Nederlands opinieweekblad, waarvan de eerste oplage (350.000 exemplaren) op 18 januari 2007 verscheen. Al na bijna anderhalf jaar, op 3 juni 2008, werd bekend dat het weekblad per direct stopte wegens gebrek aan abonnees. Opinio Media B.V. werd op 10 juni 2008 failliet verklaard. Mr. H. Reitsma werd aangesteld tot curator. 

## Algemeen
Het tijdschrift, gedrukt op roze papier en in tabloid-formaat met een wekelijks lengte van 16 pagina's, was een initiatief van voormalig Trouw-journalist Jaffe Vink, tevens hoofdredacteur. Bij Trouw was Vink chef van de bijlage Letter & Geest. Vink vertrok bij Trouw na een 18-jarig dienstverband omdat de hoofdredactie zijn bijlage te rechts vond.
Zakelijk directeur van Opinio was Huib Schreurs, voormalig directeur van De Groene Amsterdammer. Andere redactieleden waren: Diederik Boomsma, Jan Stassen, en Jan Wynsen.
Tot de medewerkers behoorden Ayaan Hirsi Ali, Anne Applebaum, Benno Barnard, Antoine Bodar, Frits Bolkestein, Paul Cliteur, Theodore Dalrymple, Afshin Ellian, Sylvain Ephimenco, Derk Jan Eppink, Piet Gerbrandy, Hans Jansen, Andreas Kinneging, Xandra Schutte, Roger Scruton, Bart Jan Spruyt, Yoram Stein, Henny Vrienten en Elly de Waard.
Opvallend was dat het naar eigen zeggen 'links-conservatieve' tijdschrift geen foto's, cartoons of advertenties bevatte.
Voormalig Philips-bestuurslid en ICT-ondernemer Roel Pieper nam een groot deel van de investering voor zijn rekening. Opinio werd uitgegeven door Opinio Media BV, dat zich ook wilde gaan richten op internet, radio en televisie.

### 'Geheime rede' van Balkenende
Op 4 april 2008 publiceerde Opinio "De geheime rede van Balkenende", waarin de tekst was afgedrukt die premier Balkenende zou hebben uitgesproken bij een geheim overleg van het CDA met 30 prominente CDA-leden waarbij een vergelijking werd gemaakt tussen islam en christendom en waarin de islam een probleem zou worden genoemd. Hierop spande de premier een kort geding aan tegen Opinio waarbij de staat der Nederlanden eiste dat op straffe van dwangsommen de publicatie zou worden gestaakt en een rectificatie zou worden geplaatst. In meerdere landelijke dagbladen en op enkele internetsites bleek steeds beschreven dat het hier om satirisch stuk ging. Zo oordeelde ook de voorzieningenrechter van de Rechtbank Amsterdam: "Het artikel is overduidelijk een verzinsel dat op karikaturale wijze (het gebrek aan) polemiek omtrent het christendom en de islam aan de orde stelt en uitlokt. Er is dus geen sprake van een onjuiste of valse weergave van feiten, zoals de Staat meent", en: "Voor zover het hier een kritische bejegening van de heer Balkenende betreft, geldt dat hij zich dit als minister-president en leider van het CDA zal moeten laten welgevallen. De gevraagde voorziening zal daarom worden afgewezen." Vervolgens startte de premier een bodemprocedure tegen Opinio en Jaffe Vink.

## Failliet
Op 3 juni 2008 berichtten de media dat Roel Pieper de financiering van Opinio per direct had stopgezet, omdat er met een oplage van slechts 5000 exemplaren geen economische basis voor voortzetting van het tijdschrift was. Het weekblad vroeg faillissement aan.
Op 10 september 2008 werd de bodemprocedure van de Staat der Nederlanden tegen Opinio afgebroken, aangezien de krant inmiddels al failliet was gegaan.